# Vital de Gaza
San Vital de Gaza (†. ca. 625 AD) es un santo eremita venerado por las iglesias ortodoxa y católica.  Monje en Gaza, viajó a la ciudad de Alejandría cuando tenía 60 años.  La leyenda cuenta que después de conseguir el nombre y la dirección de cada prostituta de la ciudad, trabajaba como jornalero durante todo el día y por la noche entregaba sus ganancias a una de estas mujeres para que "pasara una noche sin pecar". A continuación pasaba la noche rezando con ella, intentando convencerla de que cambiara de vida y se convirtiera al cristianismo. Al salir del burdel, obtenía de la prostituta la promesa de no revelar la naturaleza de su visita
Por este acto, fue canonizado por la Iglesia católica, y muchas de esas mujeres fueron por el camino correcto. Vital fue asesinado por un hombre que no entendió el propósito de la visita de Vital a un burdel y le partió la cabeza. El monje volvió a su cabaña y murió allí.  
En el calendario ortodoxo, su festividad es el 22 de abril mientras que en el católico es el 11 de enero.